# Les Yeux bleus de Mistassini
Les Yeux bleus de Mistassini est un roman de Jacques Poulin publié en 2002. Il a remporté le Prix littéraire des collégiens en 2003. 

## Résumé
L'action se situe dans la ville de Québec, où le jeune Jimmy rencontre Jack Waterman, un écrivain d'expérience. Ils prendront soin ensemble de la librairie dont Jack est propriétaire, sur la rue Saint-Jean. La thématique de l'héritage et de la littérature prennent donc une place importante dans ce roman. 